# Coupe d'Ukraine de football 2014-2015
Navigation
Coupe d'Ukraine 2013-2014 Coupe d'Ukraine 2015-2016
La Coupe d'Ukraine de football 2014-2015 est la vingt-quatrième édition de la coupe d'Ukraine de football. La compétition oppose des clubs professionnels issus des deux divisions nationales et des équipes amateurs.

## Organisation
Trente neuf équipes participent à la compétition.
L'épreuve se déroule en deux temps. Tout d'abord un tour préliminaire met aux prises 14 équipes. les sept vainqueurs intègrent la compétition à proprement parler qui concerne trente deux équipes.

## Résultats

### Premier tour
| Mercredi 6 août 2014 | FC Yednist' Plysky (AM) | 0 – 1   | FK Ternopil (2)     |                                                                     |                                                                     |
| 16 h 00              |                         | (0 - 1) | Bogdan Semenets 25e | Stadion Plysky, Plysky Spectateurs : 400 Arbitrage : Andriy Kutakov | Stadion Plysky, Plysky Spectateurs : 400 Arbitrage : Andriy Kutakov |
| 16 h 00              |                         |         |                     | Stadion Plysky, Plysky Spectateurs : 400 Arbitrage : Andriy Kutakov | Stadion Plysky, Plysky Spectateurs : 400 Arbitrage : Andriy Kutakov |

| Mercredi 6 août 2014 | Arsenal Bila Tserkva (3)                   | 3 – 4 a. p. | Real Pharm (3)                                                       |                                                                                       |                                                                                       |
| 16 h 30              | Sergiy Andreev 69e · Pavlo Fedosov 72e 80e | (0 - 2)     | Pavlo Novytskiy 6e · Andriy Fayuk 34e · Oleksandr Yakymenko 89e 120e | Stadion Trudovi Rezervy, Bila Tserkva Spectateurs : 700 Arbitrage : Andrew Yablonskyi | Stadion Trudovi Rezervy, Bila Tserkva Spectateurs : 700 Arbitrage : Andrew Yablonskyi |
| 16 h 30              |                                            |             |                                                                      | Stadion Trudovi Rezervy, Bila Tserkva Spectateurs : 700 Arbitrage : Andrew Yablonskyi | Stadion Trudovi Rezervy, Bila Tserkva Spectateurs : 700 Arbitrage : Andrew Yablonskyi |

| Mercredi 6 août 2014 | Chaika Kyiv-Sviatoshyn Raion (AM)                                      | 3 – 0   | Enerhiya Nova Kakhovka (3) | | |
| 17 h 00              | Evgen Palamarchuk 17e · Roman Baranovich 58e · Ivan Kozoriz 65e (s.p.) | (1 - 0) |                            | Stadium of the National University of State Taxation Service of Ukraine, Irpin Spectateurs : 300 Arbitrage : Dmitro Kononov | Stadium of the National University of State Taxation Service of Ukraine, Irpin Spectateurs : 300 Arbitrage : Dmitro Kononov |
| 17 h 00              |                                                                        |         |                            | Stadium of the National University of State Taxation Service of Ukraine, Irpin Spectateurs : 300 Arbitrage : Dmitro Kononov | Stadium of the National University of State Taxation Service of Ukraine, Irpin Spectateurs : 300 Arbitrage : Dmitro Kononov |

| Mercredi 6 août 2014 | Kremin Krementchouk (3)  | 2 – 0   | Hirnyk-Sport Komsomolsk (2) |                                                           |                                                           |
| 17 h 00              | Konstantin Cherny 2e 45e | (1 - 0) |                             | Kremin'-Arena Spectateurs : 1 700 Arbitrage : Yury Grisio | Kremin'-Arena Spectateurs : 1 700 Arbitrage : Yury Grisio |
| 17 h 00              |                          |         |                             | Kremin'-Arena Spectateurs : 1 700 Arbitrage : Yury Grisio | Kremin'-Arena Spectateurs : 1 700 Arbitrage : Yury Grisio |

| Mercredi 6 août 2014 | Obolon-Brovar Kiev (3)                                      | 3 – 1   | Hirnyk Kryvyi Rih (2) |                                                                   |                                                                   |
| 18 h 00              | Vasyl Prodan 54e · Ilya Kovalenko 64e · Artem Korolchuk 84e | (0 - 0) | Artem Sitalo 46e      | Obolon' Arena Spectateurs : 1 500 Arbitrage : Mikhailo Mytrovskyi | Obolon' Arena Spectateurs : 1 500 Arbitrage : Mikhailo Mytrovskyi |
| 18 h 00              |                                                             |         |                       | Obolon' Arena Spectateurs : 1 500 Arbitrage : Mikhailo Mytrovskyi | Obolon' Arena Spectateurs : 1 500 Arbitrage : Mikhailo Mytrovskyi |

| Mercredi 6 août 2014 | FC Cherkaskyi Dnipro (3) | 1 – 0   | FC Skala Stryi (3) |                                                                                       |                                                                                       |
| 18 h 00              | Yaroslav Zakharevich 47e | (0 - 0) |                    | Tsentralnyi Miskyi Stadion, Cherkasy Spectateurs : 1 450 Arbitrage : Volodymyr Bondar | Tsentralnyi Miskyi Stadion, Cherkasy Spectateurs : 1 450 Arbitrage : Volodymyr Bondar |
| 18 h 00              |                          |         |                    | Tsentralnyi Miskyi Stadion, Cherkasy Spectateurs : 1 450 Arbitrage : Volodymyr Bondar | Tsentralnyi Miskyi Stadion, Cherkasy Spectateurs : 1 450 Arbitrage : Volodymyr Bondar |

| Jeudi 7 août 2014 | FC Krystal Kherson (3)                  | 2 – 4   | Stal Dniprodzerzhynsk (2)                                     |                                                                           |                                                                           |
| 17 h 00           | Mikita Tkachov 76e · Viktor Martyan 82e | (0 - 1) | Anton Kotlyar 22e (s.p.) 51e (s.p.) · Yuriy Pleshakov 58e 69e | Stadion Krystal, Kherson Spectateurs : 500 Arbitrage : Andriy Lisakovskyi | Stadion Krystal, Kherson Spectateurs : 500 Arbitrage : Andriy Lisakovskyi |
| 17 h 00           |                                         |         |                                                               | Stadion Krystal, Kherson Spectateurs : 500 Arbitrage : Andriy Lisakovskyi | Stadion Krystal, Kherson Spectateurs : 500 Arbitrage : Andriy Lisakovskyi |

Le club du Makiyivvuhillya Makiyivka n'a pu participer à la Coupe d'Ukraine, faute de pouvoir trouver un lieu en dehors de Donetsk, relocalisation rendue nécessaire à cause de la guerre du Donbass.

### Deuxième tour
Le deuxième tour voit l'entrée en lice des clubs de première division.
| Vendredi 22 août 2014 | FK Ternopil (2)                                 | 1 – 1 3 - 4 t. a. b. | FK Oleksandrya (2)                                        |                                                                             |                                                                             |
| 18 h 30               | Vitalii Bohdanov 2e                             | (1 - 1)              | Yehvenii Chepurnenko 10e                                  | Tsentralnyi Stadion, Ternopil Spectateurs : 7 000 Arbitrage : Denys Shurman | Tsentralnyi Stadion, Ternopil Spectateurs : 7 000 Arbitrage : Denys Shurman |
| 18 h 30               |                                                 |                      |                                                           | Tsentralnyi Stadion, Ternopil Spectateurs : 7 000 Arbitrage : Denys Shurman | Tsentralnyi Stadion, Ternopil Spectateurs : 7 000 Arbitrage : Denys Shurman |
| 18 h 30               | Kurylo · Bohdanov · Hromiak · Atlasiuk · Klekot | Tirs au but 3 - 4    | Chepurnenko · Kolomoets · Mykytsey · Banada · Ivashchenko | Tsentralnyi Stadion, Ternopil Spectateurs : 7 000 Arbitrage : Denys Shurman | Tsentralnyi Stadion, Ternopil Spectateurs : 7 000 Arbitrage : Denys Shurman |

Le match FK Ternopil - FK Oleksandriïa a été avancé d'une journée en raison d'un conflit d'horaire. En effet, deux matchs étaient programmé au Stadion de Ternopil, ce match et le match entre Nyva Ternopil et le Vorskla Poltava.
| Samedi 23 août 2014 | MFC Mykolaiv (2) | 0 – 1   | Illichivets Marioupol (1) |                                                                                       |                                                                                       |
| 16 h 00             |                  | (1 - 1) | Sergey Yavorskiy 77e      | Tsentralnyi Miskyi Stadion, Mykolaïv Spectateurs : 2 000 Arbitrage : Volodymyr Bondar | Tsentralnyi Miskyi Stadion, Mykolaïv Spectateurs : 2 000 Arbitrage : Volodymyr Bondar |
| 16 h 00             |                  |         |                           | Tsentralnyi Miskyi Stadion, Mykolaïv Spectateurs : 2 000 Arbitrage : Volodymyr Bondar | Tsentralnyi Miskyi Stadion, Mykolaïv Spectateurs : 2 000 Arbitrage : Volodymyr Bondar |

| Samedi 23 août 2014 | FK Poltava (2)                                          | 2 – 1   | Metalurg Donetsk (1)   |                                                                              |                                                                              |
| 15 h 30             | Dmytro Korkishko 30e (s.p.) · Vladislav Nasibulin 90+1e | (1 - 1) | Oleksandr Akymenko 40e | Stadion Lokomotiv, Poltava Spectateurs : 2 000 Arbitrage : Oleksandr Pavlyuk | Stadion Lokomotiv, Poltava Spectateurs : 2 000 Arbitrage : Oleksandr Pavlyuk |
| 15 h 30             |                                                         |         |                        | Stadion Lokomotiv, Poltava Spectateurs : 2 000 Arbitrage : Oleksandr Pavlyuk | Stadion Lokomotiv, Poltava Spectateurs : 2 000 Arbitrage : Oleksandr Pavlyuk |

| Samedi 23 août 2014 | Bukovyna Tchernivtsi (2) | 0 – 4   | Tchernomorets Odessa (1)                                               |                                                                            |                                                                            |
| 16 h 00             |                          | (0 - 3) | Vladimir Arzhanov 4e · Anatoliy Didenko 17e · Serhiy Nazarenko 29e 42e | Stadion Bukovyna, Tchernivtsi Spectateurs : 4 900 Arbitrage : Igor Paskhal | Stadion Bukovyna, Tchernivtsi Spectateurs : 4 900 Arbitrage : Igor Paskhal |
| 16 h 00             |                          |         |                                                                        | Stadion Bukovyna, Tchernivtsi Spectateurs : 4 900 Arbitrage : Igor Paskhal | Stadion Bukovyna, Tchernivtsi Spectateurs : 4 900 Arbitrage : Igor Paskhal |

| Samedi 23 août 2014 | Nyva Ternopil (2)     | 1 – 5   | Vorskla Poltava (1)                                                                                   |                                                                               |                                                                               |
| 16 h 00             | Oleksandr Semenyuk 2e | (1 - 3) | Sanzhar Tursunov 9e · Andriy Tkachuk 25e · Ahmed Januzi 43e · Oleksandr Kovpak 57e · Artem Gromov 81e | Stadion Mis'kyj, Ternopil Spectateurs : 2 500 Arbitrage : Mikhailo Mytrovskyi | Stadion Mis'kyj, Ternopil Spectateurs : 2 500 Arbitrage : Mikhailo Mytrovskyi |
| 16 h 00             |                       |         | | Stadion Mis'kyj, Ternopil Spectateurs : 2 500 Arbitrage : Mikhailo Mytrovskyi | Stadion Mis'kyj, Ternopil Spectateurs : 2 500 Arbitrage : Mikhailo Mytrovskyi |

| Samedi 23 août 2014 | FC Chaika Kyiv-Sviatoshyn Raion (AM) | 0 – 4   | Karpaty Lviv (1)                                                                       |                                                                          |                                                                          |
| 16 h 00             |                                      | (0 - 3) | Oleg Golodyuk 10e · Pavlo Ksonz 25e · Mikhail Sergiychuk 32e · Volodymyr Kostevych 48e | Stadion NUGNSU, Irpin Spectateurs : 1 000 Arbitrage : Volodymyr Milanych | Stadion NUGNSU, Irpin Spectateurs : 1 000 Arbitrage : Volodymyr Milanych |
| 16 h 00             |                                      |         |                                                                                        | Stadion NUGNSU, Irpin Spectateurs : 1 000 Arbitrage : Volodymyr Milanych | Stadion NUGNSU, Irpin Spectateurs : 1 000 Arbitrage : Volodymyr Milanych |

| Samedi 23 août 2015 | Stal Alchevsk (2) | 0 – 3 | Stal Dniprodzerzhynsk (2) |  |
| 16 h 00             |                   |       |                           |  |
|                     |                   |       |                           |  |

L'équipe du Stal Alchevsk se retire avant la compétition. Par conséquent, c'est le Stal Dniprodzerzhynsk qui se qualifie pour le tour suivant sur tapis vert.
| Samedi 23 août 2015 | Desna Tchernihiv (2) | 0 – 1 | Dnipro Dnipropetrovsk (1) |                                                                                    |                                                                                    |
| 16 h 00             |                      | (0-1) | Yevhen Cheberyachko 36e   | Stadion Yuri Gagarin, Tchernihiv Spectateurs : 7 100 Arbitrage : Andriy Yablonskyi | Stadion Yuri Gagarin, Tchernihiv Spectateurs : 7 100 Arbitrage : Andriy Yablonskyi |
| 16 h 00             |                      |       |                           | Stadion Yuri Gagarin, Tchernihiv Spectateurs : 7 100 Arbitrage : Andriy Yablonskyi | Stadion Yuri Gagarin, Tchernihiv Spectateurs : 7 100 Arbitrage : Andriy Yablonskyi |

| Samedi 23 août 2015 | FC Real Pharma Odesa (3) | 0 – 1 | Olimpik Donetsk (1)   |                                                                       |                                                                       |
| 16 h 30             |                          | (0-1) | Volodymyr Lysenko 31e | Stadion FSK Ivan, Odessa Spectateurs : 850 Arbitrage : Mykola Balakin | Stadion FSK Ivan, Odessa Spectateurs : 850 Arbitrage : Mykola Balakin |
| 16 h 30             |                          |       |                       | Stadion FSK Ivan, Odessa Spectateurs : 850 Arbitrage : Mykola Balakin | Stadion FSK Ivan, Odessa Spectateurs : 850 Arbitrage : Mykola Balakin |

| Samedi 23 août 2015 | Naftovyk Okhtyrka (2) | 0 – 1 | Volyn Lutsk (1)  |                                                                           |                                                                           |
| 17 h 00             |                       | (0-1) | Eric Bicfalvi 3e | Stadion Naftovyk , Okhtyrka Spectateurs : 2 500 Arbitrage : Andriy Kuzmin | Stadion Naftovyk , Okhtyrka Spectateurs : 2 500 Arbitrage : Andriy Kuzmin |
| 17 h 00             |                       |       |                  | Stadion Naftovyk , Okhtyrka Spectateurs : 2 500 Arbitrage : Andriy Kuzmin | Stadion Naftovyk , Okhtyrka Spectateurs : 2 500 Arbitrage : Andriy Kuzmin |

| Samedi 23 août 2015 | Helios Kharkiv (2) | 0 – 1 | Metalurh Zaporijia (1) |                                                                                          |                                                                                          |
| 17 h 00             |                    | (0-0) | Dmytro Yusov 62e       | Sonyachny Training Center , Kharkiv Spectateurs : 1 000 Arbitrage : Vladimir Novokhatniy | Sonyachny Training Center , Kharkiv Spectateurs : 1 000 Arbitrage : Vladimir Novokhatniy |
| 17 h 00             |                    |       |                        | Sonyachny Training Center , Kharkiv Spectateurs : 1 000 Arbitrage : Vladimir Novokhatniy | Sonyachny Training Center , Kharkiv Spectateurs : 1 000 Arbitrage : Vladimir Novokhatniy |

| Samedi 23 août 2015 | Zirka Kirovohrad (2) | 1 – 3 | Dynamo Kiev (1)                                                         |                                                                        |                                                                        |
| 17 h 00             | Andriy Batsula 90+1e | (0-2) | Artem Kravets 2e · Vladyslav Kalitvintsev 12e · Aleksandar Dragović 66e | Stadion Zirka, Kirovohrad Spectateurs : 12 890 Arbitrage : Yury Grisjo | Stadion Zirka, Kirovohrad Spectateurs : 12 890 Arbitrage : Yury Grisjo |
| 17 h 00             |                      |       |                                                                         | Stadion Zirka, Kirovohrad Spectateurs : 12 890 Arbitrage : Yury Grisjo | Stadion Zirka, Kirovohrad Spectateurs : 12 890 Arbitrage : Yury Grisjo |

| Samedi 23 août 2015 | FC Cherkaskyi Dnipro (3) | 1 – 2 | Hoverla Oujhorod (1)                          |                                                                                |                                                                                |
| 18 h 00             | Artem Bessalov 14e       | (1-1) | Serhiy Kuznetsov 45+3e · Maksim Shatskikh 68e | Tsentralnyi Stadion, Tcherkassy Spectateurs : 4 200 Arbitrage : Andriy Kutakov | Tsentralnyi Stadion, Tcherkassy Spectateurs : 4 200 Arbitrage : Andriy Kutakov |
| 18 h 00             |                          |       |                                               | Tsentralnyi Stadion, Tcherkassy Spectateurs : 4 200 Arbitrage : Andriy Kutakov | Tsentralnyi Stadion, Tcherkassy Spectateurs : 4 200 Arbitrage : Andriy Kutakov |

| Samedi 23 août 2015 | Obolon-Brovar Kiev (3) | 0 – 1 | Chakhtior Donetsk (1)     |                                                                       |                                                                       |
| 18 h 30             |                        | (0-0) | Luiz Adriano 90+2e (s.p.) | Obolon Arena, Kiev Spectateurs : 4 500 Arbitrage : Andriy Lisakovskyi | Obolon Arena, Kiev Spectateurs : 4 500 Arbitrage : Andriy Lisakovskyi |
| 18 h 30             |                        |       |                           | Obolon Arena, Kiev Spectateurs : 4 500 Arbitrage : Andriy Lisakovskyi | Obolon Arena, Kiev Spectateurs : 4 500 Arbitrage : Andriy Lisakovskyi |

| Dimanche 24 août 2015 | Kremin Krementchouk (3) | 0 – 2 | Zorya Louhansk (1)                   |                                                                     |                                                                     |
| 16 h 00               |                         | (0-1) | Oleh Boroday 42e · Jaba Lipartia 47e | Stadion Kremin, Kiev Spectateurs : 1 700 Arbitrage : Dmitriy Zhukov | Stadion Kremin, Kiev Spectateurs : 1 700 Arbitrage : Dmitriy Zhukov |
| 16 h 00               |                         |       |                                      | Stadion Kremin, Kiev Spectateurs : 1 700 Arbitrage : Dmitriy Zhukov | Stadion Kremin, Kiev Spectateurs : 1 700 Arbitrage : Dmitriy Zhukov |

| Samedi 23 août 2015 | FK Soumy (2) | 0 – 1 (a.p.) | Metalist Kharkov (1) |                                                                       |                                                                       |
| 18 h 30             |              | (0-0)        | Denys Kulakov 108e   | Stade Ioubileïny, Soumy Spectateurs : 7 200 Arbitrage : Andriy Grisjo | Stade Ioubileïny, Soumy Spectateurs : 7 200 Arbitrage : Andriy Grisjo |
| 18 h 30             |              |              |                      | Stade Ioubileïny, Soumy Spectateurs : 7 200 Arbitrage : Andriy Grisjo | Stade Ioubileïny, Soumy Spectateurs : 7 200 Arbitrage : Andriy Grisjo |

Les deux derniers matchs sont joués lors du Jour de l'Indépendance ukrainienne à la suite d'un commun accord entre les deux équipes,.

### Huitièmes de finale
| Club             | Match aller | Total           | Match retour | Club                  |
| ---------------- | ----------- | --------------- | ------------ | --------------------- |
| FK Poltava       | 1 - 5       | 2 - 9           | 1 - 4        | Shakhtar Donetsk      |
| FK Oleksandriïa  | 0 - 1       | 1 - 2           | 1 - 1        | Zorya Louhansk        |
| FK Marioupol     | 0 - 1       | 2 - 4           | 2 - 3        | Vorskla Poltava       |
| Hoverla Oujhorod | 2 - 2       | 3 - 3           | 1 - 1        | Metalist Kharkiv      |
| Volyn Lutsk      | 1 - 0       | 1 - 4           | 0 - 4        | Dnipro Dnipropetrovsk |
| Karpaty Lviv     | 0 - 1       | 0 - 2           | 0 - 1        | Dynamo Kiev           |
| Stal Kamianske   | 2 - 1       | 3 - 3 2 - 4 tab | 1 - 2        | Tchornomorets Odessa  |
| Olimpik Donetsk  | 2 - 0       | 6 - 0           | 4 - 0        | Metalurh Zaporijia    |

### Quarts de finale
| Club                 | Match aller | Total | Match retour | Club                  |
| -------------------- | ----------- | ----- | ------------ | --------------------- |
| Vorskla Poltava      | 0 - 0       | 0 - 1 | 0 - 1        | Olimpik Donetsk       |
| Zorya Louhansk       | 1 - 2       | 1 - 4 | 0 - 2        | Dynamo Kiev           |
| Metalist Kharkiv     | 0 - 2       | 0 - 3 | 0 - 1        | Shakhtar Donetsk      |
| Tchornomorets Odessa | 0 - 4       | 0 - 5 | 0 - 1        | Dnipro Dnipropetrovsk |

### Demi-finales
| Club                  | Match aller | Total | Match retour | Club             |
| --------------------- | ----------- | ----- | ------------ | ---------------- |
| Dnipro Dnipropetrovsk | 0 - 1       | 1 - 2 | 1 - 1        | Shakhtar Donetsk |
| Olimpik Donetsk       | 0 - 0       | 1 - 4 | 1 - 4        | Dynamo Kiev      |

### Finale
| ·             |                       |      |
| Titulaires :  |                       |      |
|               |                       |      |
| 1             | Oleksandr Shovkovskyi |      |
| 2             | Danilo Silva          | 46e  |
| 6             | Aleksandar Dragović   |      |
| 24            | Domagoj Vida          |      |
| 34            | Yevhen Khacheridi     |      |
| 17            | Serhiy Rybalka        |      |
| 4             | Miguel Veloso         |      |
| 10            | Andriy Yarmolenko     |      |
| 16            | Serhiy Sydorchuk      | 101e |
| 7             | Jeremain Lens         |      |
| 22            | Artem Kravets         | 76e  |
|               |                       |      |
| Remplaçants : |                       |      |
| 5             | Vitorino Antunes      | 46e  |
| 20            | Oleh Husyev           | 76e  |
| 90            | Younès Belhanda       | 101e |
|               |                       |      |
| Entraîneur :  |                       |      |
| Serhiy Rebrov |                       |      |

| ·              |                       |       |
| Titulaires :   |                       |       |
|                |                       |       |
| 30             | Andriy Pyatov         |       |
| 33             | Darijo Srna           |       |
| 5              | Oleksandr Kucher      | 45+2e |
| 44             | Yaroslav Rakitskiy    |       |
| 13             | Viatcheslav Chevtchuk |       |
| 6              | Taras Stepanenko      |       |
| 77             | Ilsinho               | 91e   |
| 20             | Douglas Costa         |       |
| 29             | Alex Teixeira         |       |
| 10             | Bernard               | 68e   |
| 9              | Luiz Adriano          |       |
|                |                       |       |
| Remplaçants :  |                       |       |
| 38             | Serhiy Kryvtsov       | 45+2e |
| 28             | Taison                | 68e   |
| 21             | Oleksandr Hladkyy     | 91e   |
|                |                       |       |
| Entraîneur :   |                       |       |
| Mircea Lucescu |                       |       |

| ·             |                       |      |
| Titulaires :  |                       |      |
|               |                       |      |
| 1             | Oleksandr Shovkovskyi |      |
| 2             | Danilo Silva          | 46e  |
| 6             | Aleksandar Dragović   |      |
| 24            | Domagoj Vida          |      |
| 34            | Yevhen Khacheridi     |      |
| 17            | Serhiy Rybalka        |      |
| 4             | Miguel Veloso         |      |
| 10            | Andriy Yarmolenko     |      |
| 16            | Serhiy Sydorchuk      | 101e |
| 7             | Jeremain Lens         |      |
| 22            | Artem Kravets         | 76e  |
|               |                       |      |
| Remplaçants : |                       |      |
| 5             | Vitorino Antunes      | 46e  |
| 20            | Oleh Husyev           | 76e  |
| 90            | Younès Belhanda       | 101e |
|               |                       |      |
| Entraîneur :  |                       |      |
| Serhiy Rebrov |                       |      |

| ·              |                       |       |
| Titulaires :   |                       |       |
|                |                       |       |
| 30             | Andriy Pyatov         |       |
| 33             | Darijo Srna           |       |
| 5              | Oleksandr Kucher      | 45+2e |
| 44             | Yaroslav Rakitskiy    |       |
| 13             | Viatcheslav Chevtchuk |       |
| 6              | Taras Stepanenko      |       |
| 77             | Ilsinho               | 91e   |
| 20             | Douglas Costa         |       |
| 29             | Alex Teixeira         |       |
| 10             | Bernard               | 68e   |
| 9              | Luiz Adriano          |       |
|                |                       |       |
| Remplaçants :  |                       |       |
| 38             | Serhiy Kryvtsov       | 45+2e |
| 28             | Taison                | 68e   |
| 21             | Oleksandr Hladkyy     | 91e   |
|                |                       |       |
| Entraîneur :   |                       |       |
| Mircea Lucescu |                       |       |